# La bola negra
La bola negra es una novela inacabada de temática homosexual del escritor español Federico García Lorca, que comenzó a escribir en 1936, año en el que fusilaron al autor durante la guerra civil española.

## Argumento
Se tienen noticias del título y de la primera parte a partir de una carta escrita al dramaturgo Cipirano Rivas Cherif. La novela comienza con una escena del protagonista, un joven adinerado, contándole a su padre que había intentando unirse a un prestigioso casino de Granada. Para decidir si podía unirse o no los socios del casino debían votar a través del uso de bolas blancas y negras. Finalmente, al protagonista le toca la bola negra, y cuando su padre le pregunta por qué esté responde que no ha sido aceptado debido a que es homosexual.
Se desconoce el argumento del resto de la obra, pues el autor, Federico García Lorca, sólo llegó a escribir las primeras cuatro páginas antes de ser fusilado por militares del bando sublevado durante la guerra civil española.

## Contenido
La bola negra es la primera y única novela de Federico García Lorca en presentar a un protagonista abiertamente homosexual, representado así también la homosexualidad del propio autor. Además, de haberse completado, hubiese sido la novela de Lorca con un mayor número de personajes, con un total de 36, superando el récord finalmente ostentado por El público, que cuenta con 29 personajes.

## Adaptación
En enero de 2025 los directores y productores de cine Javier Calvo y Javier Ambrossi anunciaron que producirían una adaptación en forma de película de La bola negra, que vería su estreno en la plataforma de streaming Movistar+. El reparto de la película fue finalmente anunciado en el Festival de Cannes de 2025, estando protagonizada por Guitarricadelafuente y Penélope Cruz, en un reparto también compuesto por Miguel Bernardeau, Lola Dueñas y Carlos González.